# Jakob Schwibach
Jakob Schwibach (* 20. Februar 1930; † 28. Januar 2005) war ein deutscher Chemiker und Beamter.

## Werdegang
Schwibach studierte Chemie und promovierte 1961 an der Naturwissenschaftlichen Fakultät der Universität München. Während seines Studiums hatte er auch Vorlesungen zum Strahlenschutz gehört.
Er war zunächst im Bundesministerium für wissenschaftliche Forschung mit dem Bereich Kernenergie betraut, später Leiter des Instituts für Strahlenhygiene des
Bundesgesundheitsamtes in München-Neuherberg. Von ihrer Gründung im Oktober 1974 bis Oktober 1980 war er Mitglied der Strahlenschutzkommission.

## Ehrungen
- Verdienstkreuz am Bande der Bundesrepublik Deutschland

## Schriften
- Untersuchungen über die Emission von Kohlenstoff-14-Verbindungen [Kohlenstoff-vierzehn-Verbindungen] aus kerntechnischen Anlagen – Berlin: Reimer, 1979
- Eigenschaften radioaktiver Stoffe; modellabhängige Dosisgrössen und Aktivitätswerte – Neuherberg b/München: Inst. für Strahlenhygiene, 1984
- Auswirkungen des Reaktorunfalls in Tschernobyl auf den Raum München – Neuherberg b/München: Inst. für Strahlenhygiene, 1986